# Felix Andries Vening-Meinesz

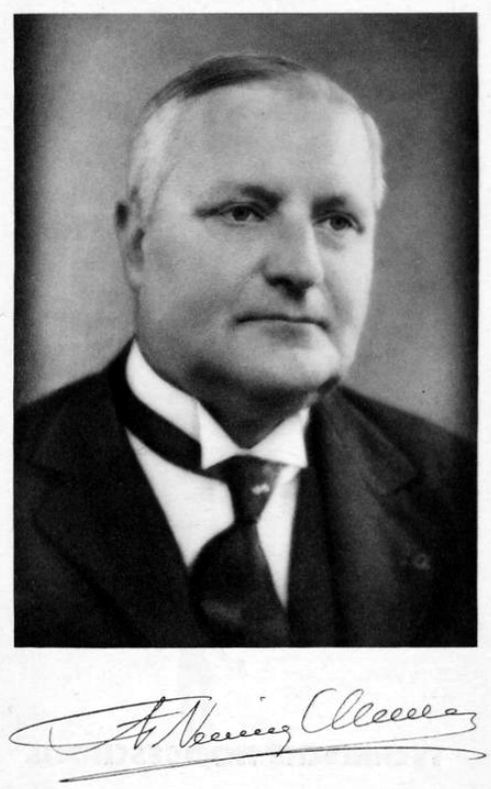
Vening-Meinesz, 1940

Felix Andries Vening-Meinesz (* 30. Juli 1887 in Den Haag; † 10. August 1966 in Amersfoort) war ein niederländischer Geophysiker und Geodät. Er ist unter anderem bekannt für die Entwicklung einer genauen Methode zur Schweremessung. Durch seine Erfindung wurde es möglich, das Schwerefeld der Erde auch auf See zu messen, was ihm die Entdeckung von Schwereanomalien über Gebieten der ozeanischen Erdkruste ermöglichte. Diese Anomalien fanden später eine Erklärung in der Kontinentaldrift und der Plattentektonik.

## Leben
Vening-Meinesz wuchs in wohl behüteten Verhältnissen auf. Sein Vater Sjoerd Anne Meinesz (1833–1905) war Bürgermeister, zunächst von Rotterdam, dann von Amsterdam. 1910 graduierte er in Bauingenieurwesen in Delft. Im selben Jahr noch trat er eine Stelle im Rahmen der Schwerevermessung der Niederlande an und schrieb im Jahr 1915 seine Dissertation über die Nachteile von Gravimetern dieser Zeit.

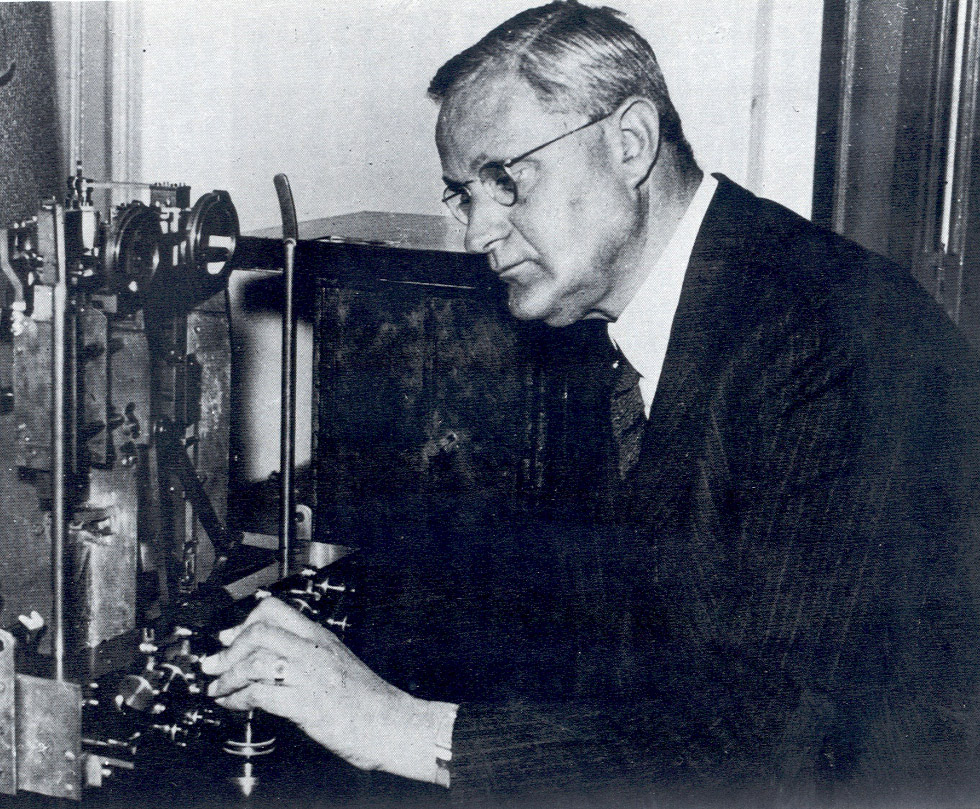
Vening-Meinesz mit seinem Gravimeter

Vening-Meinesz entwarf daraufhin ein Pendelgravimeter, das am Königlich-Niederländischen Meteorologischen Institut (KNMI) gebaut wurde. Der Apparat verfügt über zwei Pendel von gleicher Größe, die im selben Rahmen befestigt sind, sich aber in entgegengesetzter Phase bewegen. Die Unterschiede im Ausschlag der Pendel werden über Spiegel und Lichtstrahlen auf einen Film übertragen. Vening-Meinesz hatte entdeckt, dass horizontale Beschleunigungen, etwa durch Wellen auf einem Boot, keinen Einfluss auf den Unterschied der Stärke des Ausschlags der Pendel haben: der aufgezeichnete Unterschied zwischen den Pendelausschlägen entspricht dem Ausschlag eines ungestörten Pendels. Mit der Entwicklung dieses Gravimeters wurde eine genauere Messung des Schwerefeldes der Erde möglich. Vening-Meinesz begann mit der Messung der Schwere in den gesamten Niederlanden, für die ein Netz aus 51 Messstationen errichtet wurde. Angespornt durch den Erfolg dieses Projektes, begann er mit Messungen auf dem offenen Meer, unter anderem in einem Unterseeboot, und entwickelte ein weiter verbessertes Gravimeter, das durch eine freie Aufhängung noch weniger empfindlich für Störungen durch Bewegung war.
Da die Messung der Schwere nun auch auf den Ozeanen möglich war, unternahm Vening-Meinesz zwischen 1923 und 1929 mehrere Messkampagnen, um eine exakte Geoidbestimmung durchzuführen. Eine seiner Expeditionen wurde im Jahr 1935 verfilmt, und der über 2 m große Geophysiker wurde ein Filmheld in den Niederlanden. Darüber hinaus geriet seine Arbeit in den Fokus der internationalen wissenschaftlichen Aufmerksamkeit.
1927 wurde er Professor für Geodäsie, Kartographie und Geophysik in einer Teilzeitstelle an der Universität Utrecht, und 1937 wurde er außerdem Professor an der Technischen Universität Delft. Im Zweiten Weltkrieg war Vening-Meinesz Mitglied des niederländischen Widerstandes. Nach dem Krieg nahm er seine Lehrtätigkeit wieder auf und war von 1945 bis 1951 Direktor des KNMI. Im Jahre 1957 setzte er sich zur Ruhe.

## Forschung und Entdeckungen
Die während seiner Expeditionen gesammelten umfangreichen Daten diskutierte und analysierte Vening-Meinesz mit anderen führenden niederländischen Geowissenschaftlern, vor allem mit Johannes Herman Frederik Umbgrove, Berend George Escher und Philip Henry Kuenen. Die Ergebnisse dieser Zusammenarbeit wurden 1948 publiziert. Ein wichtiges Resultat war die Entdeckung von langgezogenen Bereichen mit negativer Schwereanomalie entlang von Tiefseegräben. Das Zusammentreffen von aktivem Vulkanismus, großen negativen Schwereanomalien und plötzlichen Änderungen der Meerestiefe konnte eigentlich nur erklärt werden, wenn die Erdkruste an diesen Stellen zusammengeschoben worden war. Als Geophysiker seiner Zeit war Vening-Meinesz voreingenommen in dem Glauben, dass die Kruste zu steif sei, um auf solche Weise auf Zusammenschub zu reagieren. Mit dem Aufkommen der Theorie der Plattentektonik ordnete sich seine Entdeckung jedoch in einen größeren Zusammenhang ein.

## Ehrungen und Nachwirkungen
Felix Andries Vening-Meinesz wurde mit zahlreichen Ehrungen ausgezeichnet.
So erhielt er 1936 die Howard N. Potts Medal, 1945 die Penrose-Medaille, 1947 die William Bowie Medal und 1963 die Wollaston-Medaille. 1959 erhielt er die Leopold-von-Buch-Plakette. Seit 1927 war er Mitglied der Königlich Niederländischen Akademie der Wissenschaften. Im Jahr 1933 wurde er zum Mitglied der Leopoldina und zum korrespondierenden Mitglied der Académie des sciences gewählt. 1936 wurde er in die Royal Society, 1939 in die National Academy of Sciences, 1963 in die American Academy of Arts and Sciences und 1938 in die Göttinger Akademie der Wissenschaften aufgenommen. Die Königliche Akademie von Belgien wählte ihn im Dezember 1952 zum assoziierten Mitglied.
Nach ihm benannt sind:
- der Vening-Meinesz-Pendelapparat, ein Pendelgravimeter zur Schweremessung
- die Vening-Meinesz-Inversionsformel, ein mathematisches Verfahren in der Geodäsie
- die Vening Meinesz Medal der European Geophysical Society/European Geosciences Union
- der Vening Meinesz Preis (Vening Meineszprijs) der niederländischen Forschungsorganisation NWO für junge Geowissenschaftler in den Niederlanden, die jüngst promoviert wurden.
- die Vening-Meinesz Research School of Geodynamics, ein Forschungsinstitut der Universität Utrecht
- das Vening Meineszgebouw, ein Gebäude der Universität Utrecht, das einen Teil der Geowissenschaftlichen Fakultät beinhaltet
- der Krater Vening-Meinesz auf dem Mond
- die Vening Meinesz Fracture Zone, eine Transformstörung im Nordwesten Neuseelands
- die Vening Meineszstraat in der Gemeinde Ede (Niederlande)
- die Vening Meineszstraat in der Gemeinde Amersfoort (Niederlande)
- die Burgemeester Vening Meineszlaan in Amsterdam
- der Burgemeester Meineszplein in Rotterdam

## Schriften (Auswahl)
- 1929: Theory and practice of pendulum observations at sea. Delft, ISBN 978-90-6132-009-8 (PDF; 3,9 MB (Memento vom 29. September 2013 im Internet Archive))
- 1934: Gravity expeditions ar sea, 1923–1932. Vol. II. Report of the gravity expedition in the Atlantic of 1932 and interpretation of the results. Nederlandse Commissie voor Geodesie 4, Delft, ISBN 978-90-6132-004-3 (mit J. H. F. Umbgrove und Ph. H. Kuenen) (PDF; 9,3 MB (Memento vom 10. Juni 2007 im Internet Archive))
- 1954: Indonesian archipelago; a geophysical study. In: Geological Society of America Bulletin. Band 65; Nr. 2; S. 143–164